# Orogeneza kaledońska
Orogeneza kaledońska – ruchy górotwórcze trwające od późnego kambru po wczesny dewon. Największe nasilenie w Ameryce Północnej osiągnęły u schyłku ordowiku i na początku syluru (faza takońska), a w Europie na przełomie kambru i ordowiku oraz pod koniec syluru. W wyniku fałdowania kaledońskiego powstały góry zwane kaledonidami.
Fazy orogeniczne:
- finmark          (kambr - ordowik) – powstały Góry Skandynawskie
- grampian         (kambr - ordowik) – powstała Szkocja i Szwecja; morze wycofało się
- sardyńska        (kambr - ordowik) – przerwa w sedymentacji; regresja morza w Ameryce Północnej
- sandomierska     (wczesny ordowik po wczesnym tremadoku) – wypiętrzenie Gór Świętokrzyskich
- takońska         (ordowik - sylur) – w Europie następuje zmiana facji (spłycenie)
- ardeńska/eryjska (koniec syluru) – wypiętrzenie Ardenów oraz Irlandii
- orkadyjska       (ems) – wypiętrzenie Orkadów, Reńskich Gór Łupkowych, Spitsbergenu
- akadyjska        (środkowy dewon) – wypiętrzenie Appalachów, Kanady oraz pogłębienie bruzdy środkowo-polskiej, powstanie północnej Anglii

Powstały wówczas:
- Góry Kaledońskie, Grampiany i Góry Skandynawskie
- północno-wschodnia część Appalachów (Ameryka Północna)
- góry zachodniego Kazachstanu
- północny Tienszan (Azja)
- Sajany (Azja)
- Ałtaj (Azja)
- Góry Jabłonowe (Azja)
- Góry Świętokrzyskie (Polska)
- góry Flinders (Australia)
- Wyspy Brytyjskie
- Grenlandia

Nazwa orogenezy pochodzi od słowa Caledonia, oznaczającego po łacinie Szkocję.
Według teorii tektoniki płyt orogen kaledoński powstał w wyniku zamknięcia hipotetycznego oceanu Iapetus. W sylurze doszło do kolizji kontynentu Baltiki z Laurencją i Avalonią w wyniku czego powstał superkontynent Laurosja (Eurameryka), wchodzący obecnie w skład Ameryki Północnej, Europy i Grenlandii. 
Na terenie dzisiejszej Polski podczas orogenezy kaledońskiej dość intensywne ruchy działały na terenie dzisiejszych Gór Świętokrzyskich, gdzie doszło do częściowych fałdowań i wypiętrzania niektórych rejonów. W znacznie mniejszym stopniu ruchy kaledońskie wpłynęły na warunki sedymentacji w obszarze dzisiejszych Sudetów, choć również tu obserwuje się zmiany facjalne, bardzo ograniczony przestrzennie metamorfizm i fałdowania związane z niewielkimi ruchami tektonicznymi. Obszary dzisiejszych Gór Świętokrzyskich, a zwłaszcza Sudetów zostały geologicznie ukształtowane przede wszystkim w wyniku działania orogenezy hercyńskiej.